# Супри
Супри́ (также Супирэ) — река в Среднеколымском улусе Якутии, Россия, правый приток Берёзовки (бассейн Колымы). Длина реки — 131 км (от истока Тихой — 140 км), площадь водосборного бассейна — 3090 км². 
Берёт начало на Юкагирском плоскогорье, недалеко от границы с Среднеканским муниципальным округом Магаданской области, на высоте более 400 м над уровнем моря. От истока течёт преимущественно на север по лиственничной лесотундре, покрывающей низкогорье. После впадения реки Тихой поворачивает на северо-восток. Сливаясь с рекой Гороховой, устремляется на северо-запад. Русло реки большей частью заболочено. Впадает в Берёзовку по правому берегу на отметке 159 м над уровнем моря. Ширина в нижнем течении — 42 м при глубине 1,2 м; скорость течения в низовьях составляет 1 м/с. Населённых пунктов на реке нет.

## Основные притоки
Указаны поименованные притоки длиной 30 км и более
| Название   | Расстояние от устья | Длина | Положение |
| ---------- | ------------------- | ----- | --------- |
| Поворотная | 26                  | 33    | левый     |
| Гороховая  | 54                  | 78    | правый    |
| Бургалчан  | 70                  | 36    | правый    |
| Тихая      | 97                  | 43    | левый     |

## Данные водного реестра
По данным государственного водного реестра России и геоинформационной системы водохозяйственного районирования территории РФ, подготовленной Федеральным агентством водных ресурсов:
- Бассейновый округ — Анадыро-Колымский
- Речной бассейн — Колыма
- Речной подбассейн — Колыма до впадения Омолона
- Водохозяйственный участок — Колыма от водомерного поста города Среднеколымск до впадения Омолона
- Код водного объекта — 19010100512119000044269